# Velichovky

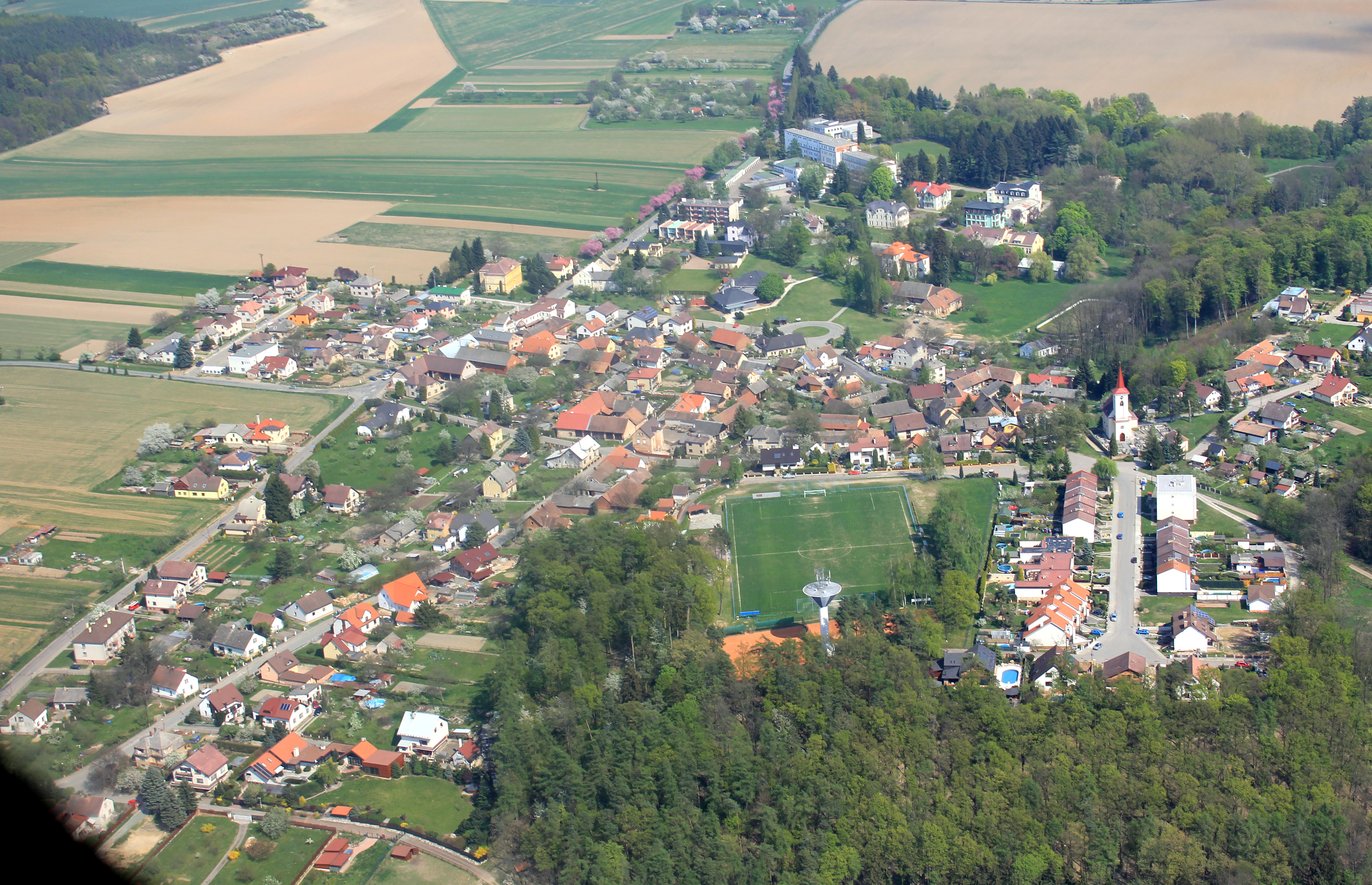
Widok ogólny

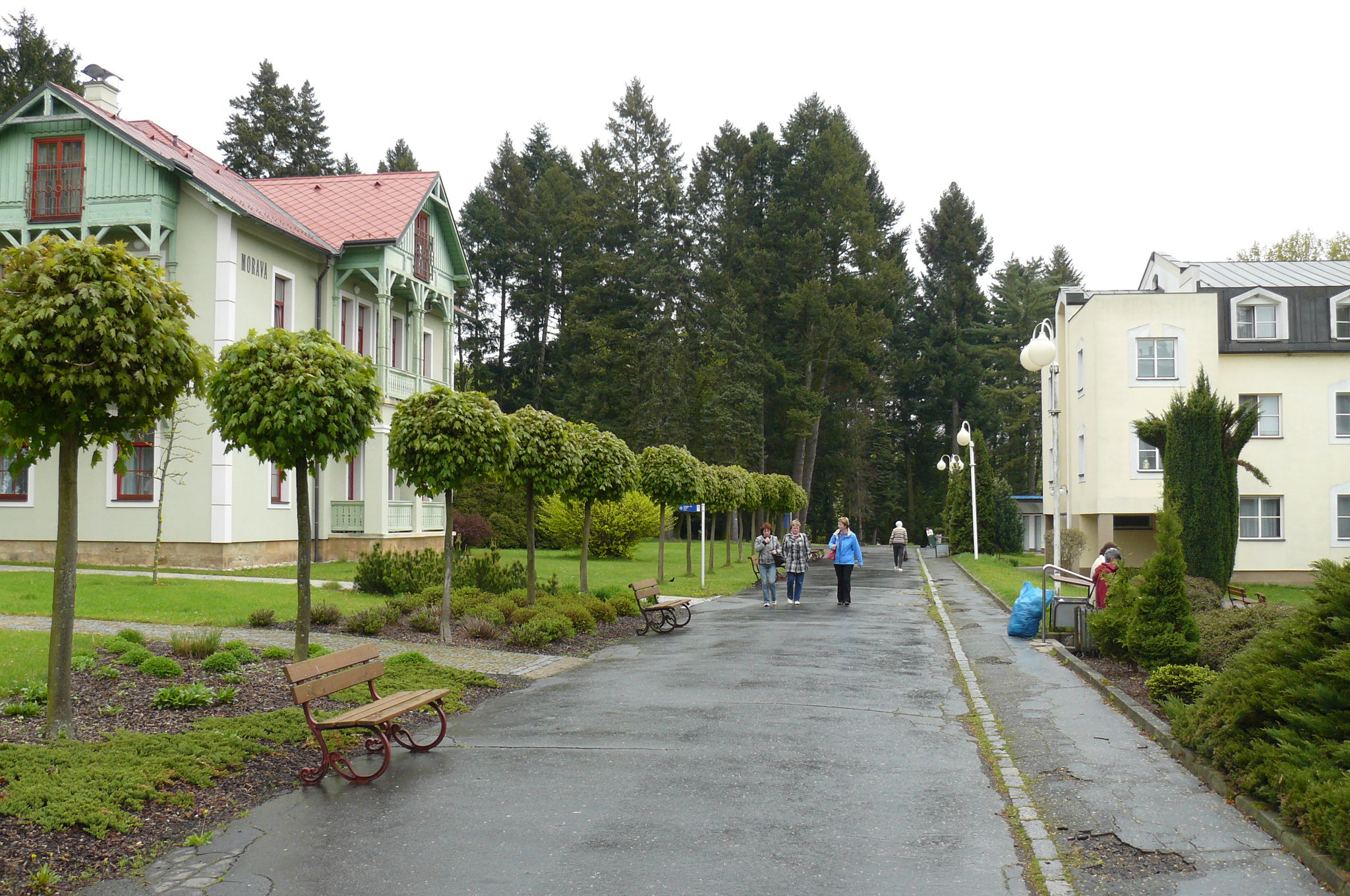
Deptak w Velichovkach

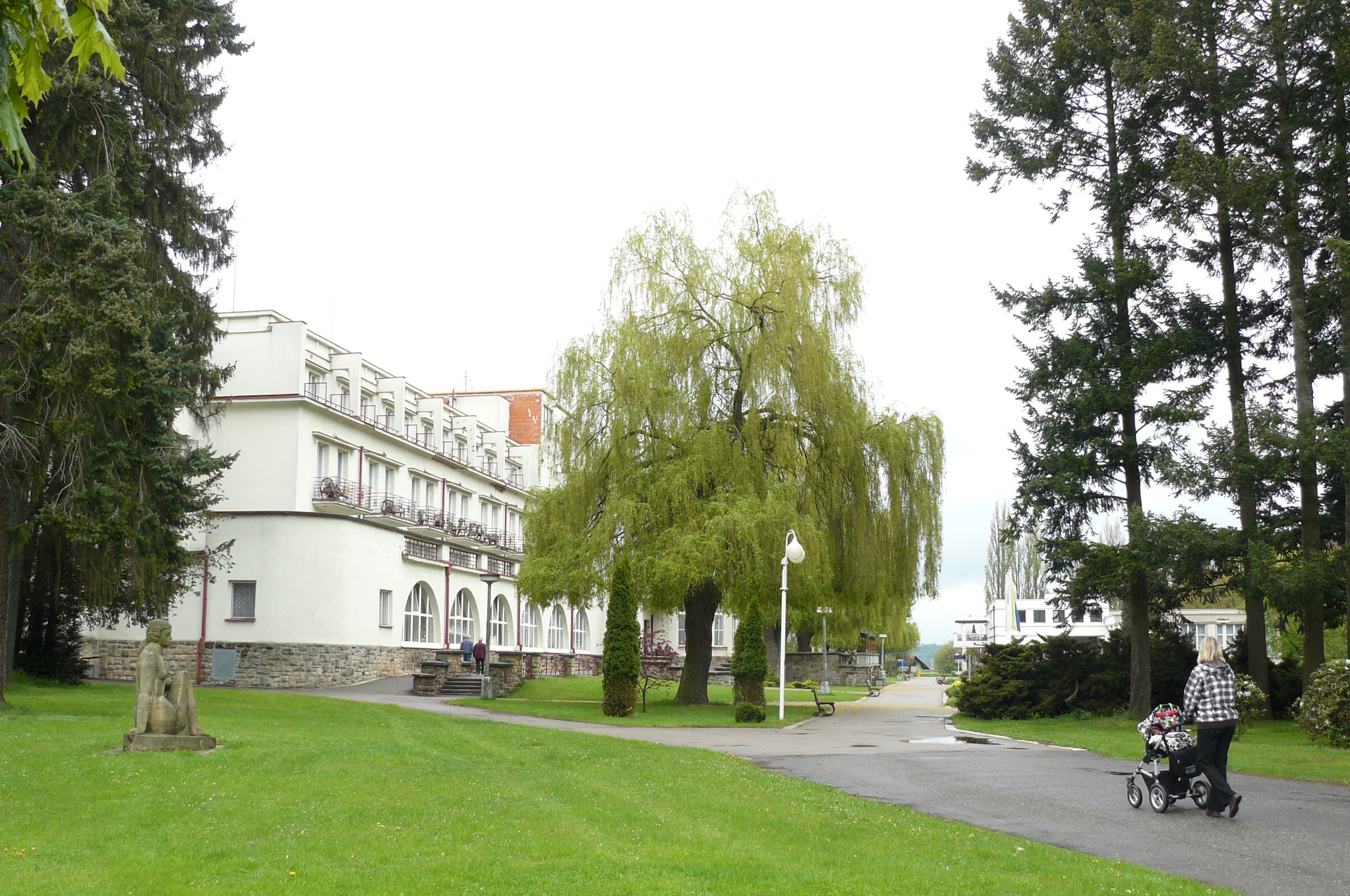
Park i Dom Zdrojowy

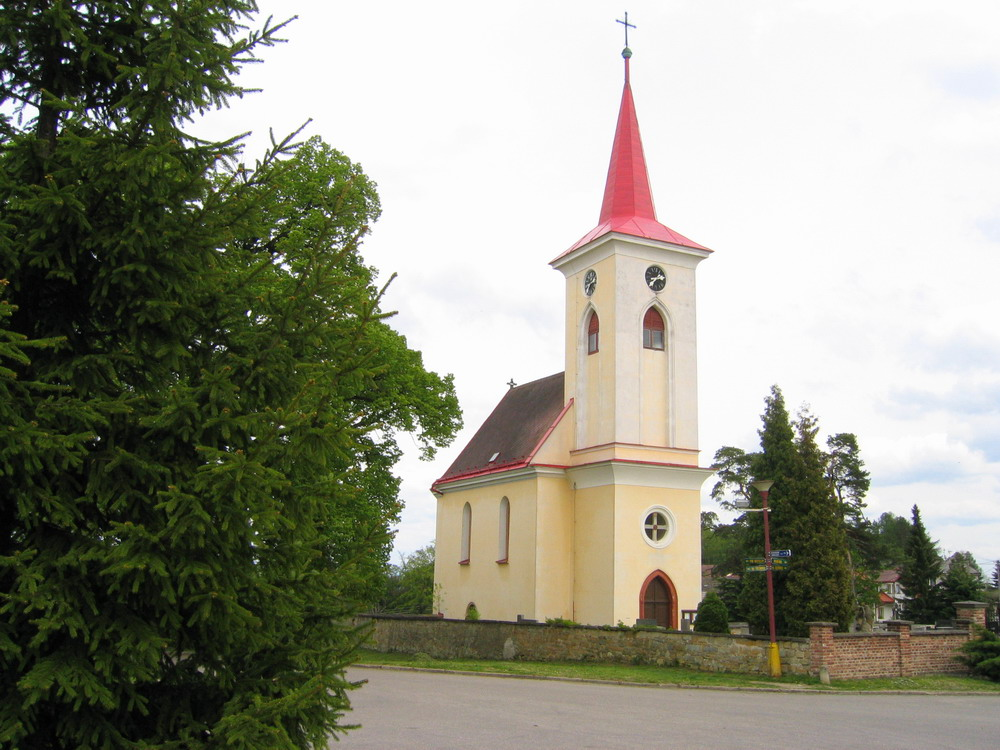
Kościół Przemienienia Pańskiego

Velichovky – wieś i niewielkie uzdrowisko, zlokalizowane w Czechach (Powiat Náchod), w kraju hradeckim, około 5,5 km na zachód od miasta Jaroměř. W 2006 mieszkało tu na stałe 745 osób, nie wliczając kuracjuszy.

## Historia miejscowości
Pierwsza wzmianka o miejscowości pochodzi z 1389 r., kiedy była majątkiem Příby z Hustířan, która ją odziedziczyła po mężu Jiříku. Do 1523 r. należały do rodu Neznášovów. W tym roku miejscowość przejął Jan starszy Rodovský z Hustířan. Prawdopodobnie w następnym roku zbudował on drewniany zamek, a Velichovky stały się samodzielną posiadłością. Po jego śmierci w 1565 r. zamek został siedzibą jego syna, Bedřicha Rodovského z Hustířan i na Velichovkách (jego brat Bavor Rodovský z Hustířan był znanym alchemikiem). Po śmierci Bedřicha (1592) odziedziczył Velichovky jego syn Jan Gabriel, jednak zamiast niego majątkiem zarządzała jego matka, Johanka Rodovská, z domu ze Sebuzína. Jan Gabriel Rodovský zmarł przed rokiem 1603. W tym samym roku krewny jego matki, Kryštof Želínský ze Sebuzína, radca dworu cesarskiego, sprzedał Velichovky Hanibalovi z Valdštejna, wujowi Albrechta z Valdštejna (Wallensteina). W 1616 r. ufundował on renesansowy kościół Przemienienia Pańskiego, prawdopodobnie wówczas utrakwistyczny. Pierwotnie nie miał on wieży, tylko sygnaturkę oraz wolnostojącą, drewnianą dzwonnicę.
W 1620 r. Velichovky nabyła Anna Salomena Harantová z Hořovic, wówczas żona, a późniejsza wdowa po Kryštofie Harancie z Polžic a Bezdružic, który był właścicielem zamku Pecka. W 1625 wyszła ona za Heřmana Černína z Chudenic. Ten ostatni za zasługi w służbie cesarza Ferdynanda II zyskał wielki majątek. W 1637 kupił on zamek Kost i od tej pory Velichovky znajdowały się w państwie kosteckim. W 1643 wieś i kościół zostały splądrowane przez Szwedów, a zamek spalony. Po zakończeniu wojny trzydziestoletniej postawiono nowy, kamienny, parterowy pałac oraz odbudowano zniszczone budynki gospodarcze.
Černínové z Chudenic sprzedali gospodarstwo i zamek w 1741 r. Mladotom ze Solopysk, którzy rezydowali na zamku Skalka u Dobrušky. Byli oni właścicielami zamku w czasie powstania chłopskiego w 1755 r. Miejscowością władały trzy generacje Mladotów. W 1760 r. Josef Kryštof Mladota ze swą małżonką, Heleną z domu Tagler ze Sicherskirchenu przebudowali wnętrze kościoła w stylu rokokowym.
W 1777 r. Velichovky kupił Jan Pavel Pácalt, szlachcic z Adelschwungu. Był to pierwszy właściciel, który tu mieszkał, powiększał państwo i tutaj umarł w 1793 r. Wkrótce po zakupieniu włości kazał on zbudować w sąsiedztwie pałacu murowany spichlerz (zburzony w 1981 r.)
Później właściciele często się zmieniali, a cały majątek podupadał. W 1803 r. Velichovky kupił Jan Podiven Höpflingen z Bergendorfu, który w miejscu zrujnowanego zamku wzniósł skromny, empirowy pałac z mansardowym dachem. Po śmierci Jana Podivína, właścicielem został jego syn, Adalbert. Jego córki, baronówny, Berta Bess Chrostin i Gabriela Spens Boden, założyły w 1897 uzdrowisko.
Po 1918 r. majątek Velichovky kupił właściciel ziemski Karel Seisser.
W 1945 r. pałac został skonfiskowany i od tej pory służy celom państwowego gospodarstwa. Obecnie jest administrowany przez zarzaąd wsi. Mieszczą się w nim biura, poczta, przychodnia lekarska, biblioteka i kawiarenka internetowa.

## Historia uzdrowiska
Początkowo we wsi funkcjonował dwór sióstr z rodu Höpflinger-Bergendorf i Spens-Boden. Doktor Kutík doradził siostrom uruchomienie zakładu leczniczego w oparciu o miejscowe solanki (miał już w tym zakresie doświadczenie z uzdrowiska w Hořičkach). W 1897 wybudowano obiekty lecznicze, a w roku następnym odbył się pierwszy turnus kuracyjny.
Po I wojnie światowej uzdrowisko zostało zakupione przez związek kas chorych z Pragi. Wtedy to właśnie nastąpił największy rozwój miejscowości – postawiono nowe obiekty, w tym modernistyczny Dom Zdrojowy, który do dziś jest symbolem uzdrowiska. Zaprojektowano też rozległe parki. W 1926 leczył się w Velichovkach prezydent Tomáš Masaryk.
W czasie II wojny światowej uzdrowisko zamieniono na kompleks wojskowych szpitali, a także domów wypoczynkowych dla wysokiej kadry oficerskiej wojsk niemieckich. 8 maja 1945 misja wojska amerykańskie pod dowództwem Roberta H. Pratta jadąca w konwoju z Pilzna negocjowała kapitulację wojsk niemieckich ze sztabem marszałka Ferdinanda Schörnera. Fakt ten upamiętnia coroczna inscenizacja Mise Velichovky, z użyciem dawnych wozów bojowych oraz skromny kamień pamiątkowy.
Po wojnie uzdrowisko funkcjonowało nadal, a w 1992 stało się spółką akcyjną. W latach 2005–2006 przeprowadzono kompleksowy remont Domu Masaryka (czyli Zdrojowego), podnosząc komfort pokojów. W 2007 otwarto kompleks Institute Medical Wellnes.
Obecnie uzdrowisko składa się z dwóch części – Domu Zdrojowego, wraz z parkami i przyległego niewielkiego deptaka, przy którym działają kawiarnie i sklepy z pamiątkami.

## Specjalizacja
Rehabilitacja narządu ruchu, leczenie pourazowe, ortopedia, leczenie schorzeń kostnych.

## Zabytki
Do zabytków miejscowości należą:
- renesansowy kościół Przemienienia Pańskiego (1616), z rokokowym wystrojem wnętrza,
- pałac z XVII wieku (mocno przebudowany na cele urzędowe),
- rzeźba św. Jana Nepomucena,
- kamienny krzyż o wysokości 98 cm,
- zabudowania uzdrowiskowe z modernistycznym Domem Zdrojowym na czele.